# Torstjärnarna (Överhogdals socken, Härjedalen, 690711-144554)
Torstjärnarna är en sjö i Härjedalens kommun i Härjedalen och ingår i Ljusnans huvudavrinningsområde.